# Kamienice przy ul. Wielkie Garbary 7 w Toruniu
Kamienice przy ul. Wielkie Garbary 7 w Toruniu – zespół trzech funkcjonujących razem kamienic, znajdujący się w Nowym Mieście w Toruniu. Wpisany do rejestru zabytków.

## Historia
Kamienice zostały zbudowane na działkach garbarskich, pierwotnie pełniły funkcję domów rzemieślniczych. Kamienicę środkową wzniesiono w XV w., kamienicę południowo-wschodnią w XVI w., a kamienicę północno-zachodnią – w XVII w. Obiekty od początku funkcjonują razem.
Kamienica północno-zachodnia, pierwotnie gotycka, przeszła w XVII w. gruntowną przebudowę. Od XVII/XVIII w. mieścił się w niej szpital św. Katarzyny, do którego w połowie XVIII w. przyłączono szpital św. Marii Magdaleny. W 1831 roku część frontową ponownie przebudowano, z tego okresu pochodzi klasycystyczna fasada.
Do kamienic: środkowej oraz południowo-wschodniej w XVII w. przeniesiono szpital św. św. Piotra i Pawła. W XIX wieku wnętrze środkowej kamienicy przekształcono poprzez wprowadzenie kilku mniejszych pomieszczeń, a w okresie międzywojennym tylną izbę zaadaptowano na kaplicę i dobudowano prezbiterium.
W latach 1797–1806 w budynkach mieściło się więzienie, a w czasie wojen napoleońskich zespół kamienic uległ zniszczeniu. Niedługo potem, po przeprowadzeniu remontu, ponownie urządzono szpitale, które w 1838 roku zostały przekształcone w nowomiejski szpital mieszczański Neustaedtischer Buergerhospital.
Z okazji 400. rocznicy urodzin Mikołaja Kopernika w 1873 roku przy Wielkich Garbarach 7 odbyło się uroczyste polskie zgromadzenie naukowe. Po wybudowaniu nowego szpitala przy ul. Przedzamcze, od 1904 kamienice przy ul. Wielkie Garbary przeznaczono jako mieszkania dla pracowników szpitala. W 1936 roku odkryto elewacje gotyckie, a w 1982 roku rozpoczęto remont kamienic. W wyremontowanych domach miał mieścić się hotel dla pielęgniarek. W 1992 roku zespół kamienic został zakupiony przez Pomorski Bank Kredytowy S.A., użytkowany jest przez Bank Pekao S.A. w Warszawie I Oddział w Toruniu.

## Architektura
W skład zespołu wchodzą trzy kamienice. Zostały one skonstruowane na rzutach prostokątów oraz wzniesione z cegły na zaprawie wapiennej, na kamiennych fundamentach.
Kamienica północno-zachodnia jest barokowa, podpiwniczona, dwukondygnacyjna, z zamkniętymi łukiem koszowym drzwiami wejściowymi w południowo-zachodnim narożu oraz głównym wejściem w osi elewacji północnej. Fasada klasycystyczna, trzyosiowa, zdobiona gzymsami, z płytkim cokołem. Pomieszczenia ułożone są w trzech traktach. Dach obiektu jest dwuspadowy, z trójkątnym szczytem od strony południowo-zachodniej oraz naczółkiem od północnego wschodu.
Budynek środkowy gotycki, podpiwniczony, dwukondygnacyjny, z pomieszczeniami w dwóch traktach. Fasada w dolnej części czteroosiowa, z profilowanymi łukami blend i portalu, w górnej trzyosiowa. Zachowane drzwi wejściowe pochodzą z renesansu. Dach dwuspadowy z naczółkami, pochodzi z przełomu XV i XVI wieku.
Kamienica południowo-wschodnia (przybudówka środkowego obiektu) jest renesansowa, podpiwniczona, dwukondygnacyjna, z pomieszczeniami w dwóch traktach. Fasada dwuosiowa, z fryzem dzielącym kondygnacje. Dach obiektu jest dwuspadowy, z trójkątnym szczytem od strony południowo-zachodniej oraz naczółkiem od północnego wschodu. W piwnicy zachowały się sklepienia kolebkowe.